# Flavigny (Cher)
Flavigny település Franciaországban, Cher megyében. Lakosainak száma 156 fő (2022. január 1.). Flavigny Bengy-sur-Craon, Cornusse, Croisy, Ignol, Ourouer-les-Bourdelins és Tendron községekkel határos.

## Népesség
A település népessége az elmúlt években az alábbi módon változott:
| Lakosok száma | 214  | 204  | 172  | 198  | 203  | 202  | 205  | 180  | 168  | 156  |
|               | 1968 | 1982 | 1990 | 2006 | 2013 | 2015 | 2017 | 2019 | 2020 | 2022 |